# Double-Push-Technik
Die Double-Push-Technik ist eine Variation des Schlittschuhschritts, die vor allem beim Inline-Speedskating verwendet wird. Dabei wird der Skate zunächst nicht wie beim normalen Schlittschuhschritt seitlich ausgestellt, sondern unter den Körper geführt, um einen zusätzlichen Abdruck auf der Außenkante vor dem normalen Abdruck auf der Innenkante zu ermöglichen. Chad Hedrick hat diese Technik 1993 erstmals in einem Wettkampf angewandt und ab 1994 die internationalen Wettkämpfe für einige Jahre dominiert. Ob Hedrick die Technik selbst erfunden hat oder diese bereits zuvor von niederländischen Skatern bei Regen praktiziert wurde, ist umstritten. Heute wird diese Technik im Inline-Speedskating von allen Läufern der Weltspitze verwendet. 
Eine erfolgreiche Übertragung dieser Technik auf das Eisschnelllaufen ist bislang nicht gelungen. Beim Skating des Skilanglaufs wurde der Double-Push adaptiert, die Verwendung ist aufgrund der hohen technischen Anforderungen aber nur sehr eingeschränkt möglich.

Schematische Darstellung des konventionellen Schlittschuhschritts (blau) und der Double-Push-Technik (rot) jeweils für rechten Skate. Die gestrichelte Linie ist die gemittelte Bewegungsrichtung des Läufers.

## Double-Push beim Inlineskaten
Der Double-Push beim Inlineskaten lässt sich grob in folgende Phasen gliedern, die bei Betrachtung eines Beines aufeinander folgen:
1. Aufsetzen des Skate
2. Abdruck auf der Außenkante (Outpush)
3. Verlagerung des Körperschwerpunkts von der Außenseite nach innen
4. Abdruck der Innenkante (Inpush)
5. Abheben des Skate
6. Aktives Führen des abgehobenen Skates hinter den anderen in senkrechter Position (Unterstützung des Outpushs der Gegenseite)

Die Phasenabläufe beider Beine überlappen sich. Während des Abdrucks über die Innenkante erfolgt das Aufsetzen des anderen Skates. Anschließend beschreibt der aufgesetzte Skate eine S-Form. Im Gegensatz zur klassischen Technik beschreibt der Skate einen kleinen Bogen nach innen. Während des nun folgenden Abdrucks über die Außenkante wird der andere Skate abgehoben. Der rollende Skate beschreibt nun einen Bogen nach außen, wo der „normale“ Abdruck über die Innenkante erfolgt.